# Riparbella
Riparbella est une commune italienne de 1 594 habitants de la province de Pise, dans la région Toscane, située à 70 km au sud-ouest de Florence et à 40 km au sud-est de Pise.

## Monuments
- Église Saint-Jean l'Évangéliste (it)
- Oratoire de Notre-Dame de Grâce (it)
- Oratoire de Saint-Roch (Oratorio di San Rocco)
- Ancien oratoire de Sainte Anne (Ex oratorio della Santissima Annunziata)
- Chapelle Baldasserini (it)
- Cimetière de Riparbella (it)

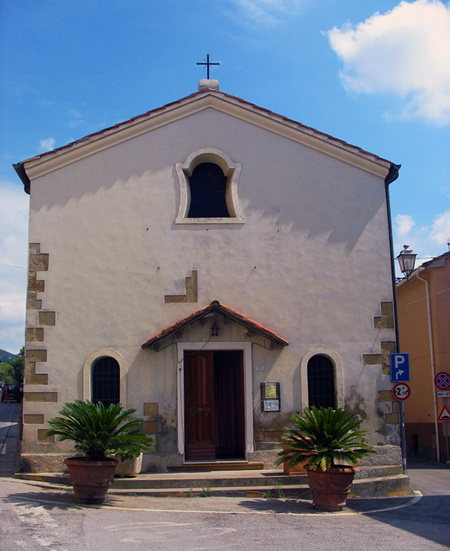
Oratoire de Notre-Dame de Grâce.

## Administration
| Période          | Période         | Identité         | Étiquette                                                  | Qualité                 |
| ---------------- | --------------- | ---------------- | ---------------------------------------------------------- | ----------------------- |
| 22 mai 1985      | 12 juin 1990    | Marcello Pioli   | Parti communiste italien                                   | Maire                   |
| 12 juin 1990     | 24 avril 1995   | Renzo Fantini    | Parti communiste italien puis Parti démocrate de la gauche | Maire                   |
| 24 avril 1995    | 14 juin 2004    | Carlo Cosimi     | Centre gauche                                              | Maire                   |
| 14 juin 2004     | 2 décembre 2012 | Ghero Fontanelli | Centre gauche                                              | Maire                   |
| 22 décembre 2012 | 30 janvier 2013 | Giovanna Piccolo |                                                            | Commissaire préfectoral |
| 27 mai 2013      | 12 juin 2017    | Renzo Fantini    | Liste civique : Riparbella democratica                     | Maire                   |
| 12 juin 2017     | En cours        | Salvatore Neri   | Liste civique : Siamo Riparbella                           | Maire                   |

### Hameaux
Castellina Marittima, Cecina, Chianni, Lajatico, Montecatini Val Di Cecina, Montescudaio.